# Batalla de Chalchuapa
La Batalla de Chalchuapa, fue un enfrentamiento armado que se dio en el territorio de El Salvador, el día 2 de abril de 1885.

## Historia
El presidente de Guatemala, Justo Rufino Barrios en contraste con muchos de sus predecesores, era un firme unionista centroamericano que buscaba reunir a todas las repúblicas que conformaban a la República Federal de Centroamérica, pero ni su único aliado en todo el istmo, Rafael Zaldívar encontró su forma de tratar de revivir la unión atractiva y se alejó de la esfera de influencia guatemalteca.
No logrando encontrar una solución diplomática para su problema, Barrios decide invadir  El Salvador con un ejército de 14, 500 efectivos, decidiendo que su primer objetivo para vencer decisivamente a los salvadoreños sería la plaza de Chalchuapa.

## Acciones previas
El 29 de marzo el Batallón Jalapa captura la hacienda El Coco desalojando a la pequeña fuerza que la defendía. 

El presidente Zaldívar de El Salvador no estaba a favor de la propuesta de renacimiento de la República Central Unificada acordada por sus antecesores y decidió retirarse de la Unión.

El 31 de marzo son capturadas las haciendas de Magdalena y San Lorenzo, y se hace reconocimiento en el área de San Juan Chiquito.
Barrios anunció estas acciones a la prensa internacional pero debido a un comunicado, la noticia dijo que Barrios perdió estos enfrentamientos.
A las once de la mañana la artillería guatemalteca abre fuego hacia las posiciones salvadoreñas, pero los cañones defensores regresan el fuego y así comienza un largo duelo entre la artillería de los dos ejércitos en el que muere el comandante francés de la brigada artillera salvadoreña, Albert Toufflet. Atormentados por el bombardeo de la artillería enemiga, la cual era numéricamente superior a la suya, además de la muerte de su comandante, los salvadoreños pararon de devolver fuego alrededor de las tres de la tarde; con esto terminó la primera fase de la batalla.
A las seis de la mañana del dos de abril inician el ataque las seis columnas del ejército guatemalteco. Inician su ataque con apoyo de su artillería. El general Camilo Álvarez es ordenado tomar "Los Caulotes", donde estaba situada la carretera a Santa Ana guardada por 500 hombres bajo el mando de Ignacio Marcial; a las nueve de la mañana, después de una breve lucha la pequeña fuerza salvadoreña en Los Caulotes es desalojada y la carretera a Santa Ana es tomada. Los guatemaltecos, viendo que la carretera ha sido tomada, atacan a la posición principal salvadoreña, llamada "Casa Blanca" en un semicírculo y aunque los ataques eran feroces, aún más eran las acciones defensivas. En los que perdieron la vida varios guatemaltecos gracias al cañón revólver y la metralla colocada en estas posiciones por el general Indalecio Miranda, defendiendo esta posición muere también el salvadoreño Rafael Osorio.
Para el mediodía los guatemaltecos se veían enfrentados con una falta de moral al punto de que el Batallón Jalapa se rehusaba a pelear; cuando Barrios escuchó esto fue con su estado mayor entero a ofrecerse a él mismo como comandante, lo cual el batallón aceptó con entusiasmo. En medio de esto Barrios observa la valentía del sargento Adolfo V. Hall  y viendo como el comandante del batallón, Antonio Girón está herido ordena que Hall sea promovido al rango de coronel. Aunque es advertido por su estado mayor, especialmente por el coronel Téllez de los peligros de comandar un solo batallón en vez de la batalla entera, Barrios no cede y se dispone a tomar Casa Blanca. 
El Batallón Jalapa más animado que nunca y ahora dirigido por Hall, empieza un nuevo ataque sobre Casa Blanca en donde una bala de cañón alcanza a su nuevo comandante, matándolo a él y a algunos de sus compañeros; mientras todo esto pasa Barrios se dirige a una altura para mejor ver las fortificaciones enemigas, cuando se inclina por el cuello de su yegua, una bala lo alcanza y aunque su estado mayor y un doctor desesperadamente trataron de salvarle la vida, Barrios murió. El mando de ejército es pasado al general Felipe Cruz y se trata de que la noticia de la muerte de su jefe no llegue a las tropas, pero aun así es contada y la moral de los invasores cae otra vez. 
Enterándose de la muerte de su jefe los generales Zavala, Negrete, Godoy y Enríquez lanzan un último y desesperado gran ataque a las posiciones salvadoreñas donde muere el hijo del ya fallecido presidente, Venancio Barrios. A las tres de la tarde del dos de abril inicia la retirada hacia Chingo que dura hasta la mañana del día tres, aunque algunos guatemaltecos permanecieron en sus posiciones hasta la noche del tres de abril o inclusive hasta la mañana del cuatro de abril ya que no sabían que el ejército se había retirado y pensaban que Barrios había tomado Chalchuapa. 
En esta batalla murieron varios valientes de ambos lados. Por el lado salvadoreño murieron: Rafael Osorio, Albert Toufflet, Braulio Aragón, Joaquín Leiva y Carlos Barranza. Mientras que por el lado guatemalteco murieron Justo Rufino Barrios, Adolfo V. Hall   y Venancio Barrios. Del lado guatemalteco murieron más de 1500 hombres y hubo varios heridos o hechos prisioneros, además se perdieron varios fusiles, municiones, algunas piezas de artillería y varios otros tipos de equipo; del lado salvadoreño normalmente es asumido que murieron más de 50 aunque pudieron haber muerto más de 200.

## Después de la batalla
La mayoría de muertos fueron llevados al pueblo de Chingo donde se les enterró en fosas comunes; entre estos estaba Adolfo Hall, que había sido irreconocible a sus compañeros del Jalapa debido a la bala de cañón salvadoreña.
Rafael Zaldívar manda un telegrama, en este hace una ofrenda de hacer presidente con respaldo salvadoreño al general Felipe Cruz (acuartelado en Yupiltepeque), quien rechaza la oferta indignado; viendo esto Zaldívar manda al general Mardoqueo Sandoval desde Metapán para vencer a los guatemaltecos otra vez, pero es vencido por tropas guatemaltecas del general Porta.